# Río Serrano
Río Serrano är ett vattendrag i Chile.   Det är beläget i regionen Región de Magallanes y de la Antártica Chilena, i den södra delen av landet, 2 000 km söder om huvudstaden Santiago de Chile. Vattendragets källa är Lago del Toro och det mynnar ut i Seno Ultima Esperanza.
I omgivningen kring Río Serrano växer i huvudsak blandskog och området är nästan obefolkat, med mindre än två invånare per kvadratkilometer.